# 冰沙國王中心
冰沙國王中心（英語：Smoothie King Center），原名紐奧良競技場。是一座位於美国路易斯安那州紐奧良的室內體育館，體育館現為美國國家籃球協會(NBA)紐奧良鵜鶘的主場。2005年8月由於紐奧良競技場受到颶風卡崔娜吹襲而嚴重損毀，黃蜂隊(現鵜鶘)一度遷往奧克拉荷馬市的福特中心作為主場。2007-08賽季、2013-14賽季和2016-17賽季的NBA明星賽在此舉行。

## 外部連結
- 冰沙國王中心官方網站（页面存档备份，存于）